# Jeroen Oprins
Jeroen Oprins (31 augustus 1994) is een Belgisch volleyballer.

## Levensloop
Oprins werd actief in het volleybal bij Power Poppel en vervolgens VBK Smash Oud-Turnhout. Hierop aansluitend ging hij aan de slag bij Amigos Sint-Antonius Zoersel. In 2019 maakte hij de overstap naar Lindemans Aalst. Sinds 2021 komt hij uit voor Brabo Antwerp VT.
Daarnaast is hij actief in het beachvolleybal, waarin hij een team vormt met Mathias Blondeel. In 2016 en 2023 behaalden ze brons op het Belgisch kampioenschap.